# Federica Isola
Federica Isola (27 de setembre de 1999) és una esportista italiana que competeix en esgrima, especialista en la modalitat d'espasa.
Va participar en els Jocs Olímpics de Tòquio 2020, i hi va obtenir una medalla de bronze en la prova per equips (juntament amb Rossella Fiamingo, Mara Navarria i Alberta Santuccio).
Va guanyar una medalla de bronze en el Campionat del món d'esgrima de 2019 i també va guanyar 3 medalles en els Campionats d'Europa d'esgrima, totes en la prova per equips.

## Palmarès internacional
| Jocs Olímpics      | Jocs Olímpics          | Jocs Olímpics | Jocs Olímpics     |
| Any                | Lloc                   | Medalla       | Prova             |
| ------------------ | ---------------------- | ------------- | ----------------- |
| 2020               | Tòquio ( Japó)         | 3             | Espasa per equips |
| Campionat del món  |                        |               |                   |
| Any                | Lloc                   | Medalla       | Prova             |
| 2019               | Budapest ( Hongria)    | 3             | Espasa per equips |
| Campionat d'Europa |                        |               |                   |
| Any                | Lloc                   | Medalla       | Prova             |
| 2019               | Düsseldorf ( Alemanya) | 3             | Espasa per equips |
| 2022               | Antalya ( Turquia)     | 2             | Espasa per equips |
| 2023               | Cracòvia ( Polònia)    | 3             | Espasa per equips |